# Sandra Granger
Sandra Marie Granger (nhũ danh Chan-A-Sue; sinh năm 1947) là một công chức và học giả người Guyana đã nghỉ hưu, là Đệ nhất phu nhân hiện tại của Guyana, là vợ của Tổng thống David A. Granger.

## Đầu đời
Granger được sinh ra ở khu phố Bourda của Georgetown, British Guiana. Cha bà, sinh ra ở Suriname, là người gốc Trung Quốc, còn mẹ bà đến từ quận Tây Bắc và tổ tiên của Amerindian. bà học trường tiểu học Holy Heart và trường trung học St. Joseph. bà kết hôn với David A. Granger năm 1970 và sau đó họ có hai bà con gái, Han và Afuwa.

## Sự nghiệp
Granger đã rời bỏ lực lượng lao động sau khi sinh đứa con thứ hai, sau một thời gian làm nhân viên du lịch và sau đó làm biên kịch và quản lý giao thông cho Radio Demerara. Khi con lớn hơn, bà bắt đầu học tại Đại học Guyana. bà đã nhận được hai bằng Cử nhân Nghệ thuật, một bằng văn học Anh và một bằng tiếng Bồ Đào Nha, và sau đó theo học Đại học Pittsburgh với Học bổng Fulbright, nơi bà tốt nghiệp bằng thạc sĩ văn học Brazil và bằng tốt nghiệp về nghiên cứu Mỹ Latinh. Sau khi trở về quê hương, Granger đã dành vài năm làm giảng viên tại Khoa Ngôn ngữ Hiện đại của Đại học Guyana và làm trợ lý trưởng khoa Nghệ thuật. Năm 1989, bà bắt đầu làm báo cáo viên cho Ban thư ký Cộng đồng Caribe, nơi một trong những nhiệm vụ đầu tiên của bà là báo cáo về phản ứng của bàng chúng đối với Tuyên bố Grand Anse. Cuối cùng, bà trở thành nhân viên quản lý điều hành trong Văn phòng Tổng thư ký, nghỉ hưu năm 2008 

## Đệ nhất phu nhân
Chồng của Grang, một cựu chỉ huy của Lực lượng Quốc phòng Guyana, đã tuyên thệ nhậm chức tổng thống vào tháng 5 năm 2015. Là đệ nhất phu nhân, các lĩnh vực quan tâm của bà bao gồm quyền của phụ nữ, phòng chống bạo lực tình dục và phúc lợi của trẻ em và người già. Stabroek News đã mô tả bà là "Đệ nhất phu nhân hiện đại, hoạt động với một văn phòng chính thức, một chương trình nghị sự chính sách bàng cộng bổ sung cho chính phủ, tham gia nói chuyện thường xuyên và sự hiện diện truyền thông xã hội mạnh mẽ".